# Aa (genre)
Pour les articles homonymes, voir AA.
Genre
Classification phylogénétique
Aa est un genre de plante de la famille des Orchidaceae.

## Liste d'espèces
- Aa achalensis - (Argentine)
- Aa argyrolepis - (De la Colombie à l'Équateur)
- Aa calceata - (Du Pérou à la Bolivie)
- Aa colombiana - (De la Colombie à l'Équateur)
- Aa denticulata - (De la Colombie à l'Équateur)
- Aa erosa - (Pérou)
- Aa fiebrigii - (Bolivie)
- Aa filamentosa Mansf.
- Aa gymnandra - (Bolivie)
- Aa hartwegii - (Équateur, Colombie, Venezuela)
- Aa hieronymi - (Argentine)
- Aa inaequalis - (Du Pérou à la Bolivie)
- Aa leucantha - (De la Colombie à l'Équateur)
- Aa lorentzii - (Argentine)
- Aa macra - (Équateur)
- Aa maderoi - (Venezuela, Colombie, Équateur)
- Aa mandonii - (Du Pérou à la Bolivie)
- Aa matthewsii - (Pérou)
- Aa microtidis - (Bolivie)
- Aa nervosa - (Chili)
- Aa paleacea - (Du Costa Rica à la Bolivie)
- Aa riobambae - (Équateur)
- Aa rosei - (Pérou)
- Aa rostrata - (Équateur)
- Aa schickendantzii - (Argentine)
- Aa sphaeroglossa - (Bolivie)
- Aa trilobulata - (Bolivie)
- Aa weddeliana - (Du Pérou jusqu'au Nord Ouest de l'Argentine)